# Brigstock Weaver
Brigstock Weaver (1686 - 1767) (fl. 1720-1725), (nombre de pila ocasionalmente Bridstock) fue un pirata inglés activo en el Mar Caribe. Es conocido por su asociación con otros piratas como Thomas Anstis o Bartholomew Roberts.

## Biografía
Weaver en sus principios había sido el primer oficial del Mary and Martha, justo cuando fueron capturados cerca de la isla de San Cristóbal en 1720 por los piratas Bartholomew Roberts y Montigny la Palisse, quienes quemaron luego el barco y obligaron a la tripulación a firmar su código pirata. Roberts tomó varios barcos más, se quedó con los mejores y colocó a Thomas Anstis al mando de su barco anterior el Good Fortune. En él fue que Weaver se unió al capitán Anstis como primer oficial. 
En abril de 1721, Anstis se separó de Roberts y se llevó el Good Fortune con él. Poco después, Anstis capturó otra nave, el Morning Star, equipándolo como su propio barco y mandando a Weaver a comandar el Good Fortune.  Weaver continuó con la piratería por su cuenta a lo largo del año de 1722, saqueando más de cincuenta barcos desde el Caribe hasta las costas de Terranova y Labrador .
Volvió a encontrarse con Anstis mientras carenaba sus barcos en 1723 cuando fueron atrapados en tierra por un barco de guerra que cazaba piratas. Después de que el Morning Star llegó a tierra y naufragó, se dispersó toda su tripulación escapando de los cazadores. Muchos de los piratas fueron capturados, pero Weaver y algunos otros huyeron al bosque dentro de la isla; los soldados encontraron poco después a Anstis muerto, asesinado por su propia tripulación descontenta con la situación. 
Weaver regresó a Bristol, Inglaterra, a bordo de un camión de remolque de madera a tracción animal. Pidió ayuda a un viejo conocido, quien le dio una habitación y un poco de dinero. Compró ropa nueva y caminó libremente por la ciudad hasta que por casualidad se encontró con el capitán de otro barco que había ayudado a asaltar mientras servía a las órdenes de Anstis.  El capitán, Joseph Smith, se ofreció dejar ir a Weaver si este podía reemplazar el licor que había robado de su barco en aquella ocasión (alrededor de 2000 pintas de sidra). Weaver no podía; fue encarcelado, juzgado en Londres por piratería en mayo de 1725 y condenado a la horca.
William Ingram y otros tripulantes que habían servido voluntariamente con Anstis fueron ejecutados. El propio testimonio de Weaver minimizó su papel en la piratería y enfatizó el hecho de que lo habían obligado a subir a bordo.  Algunos miembros de la tripulación, como el médico del barco William Parker (que también había sido capturado y obligado a subir a bordo), confirmaron su historia y en julio de 1725 el Tribunal del Almirantazgo perdonó la vida a Weaver.